# Elephantomyia (Elephantomyodes) major major
Elephantomyia (Elephantomyodes) major major is een ondersoort van de tweevleugelige Elephantomyia (Elephantomyodes) major uit de familie steltmuggen (Limoniidae). De ondersoort komt voor in het Oriëntaals gebied.